# توبیلا دل لاگو
توبییا دل لاگو (به اسپانیایی: Tubilla del Lago) یک شهرستان در اسپانیا است که در استان بورگس واقع شده‌است.

## خصوصیات
توبییا دل لاگو ۲۳ کیلومترمربع مساحت و ۱۷۰ نفر جمعیت دارد و ۸۹۴ متر بالاتر از سطح دریا واقع شده‌است.